# الهام عیوضی

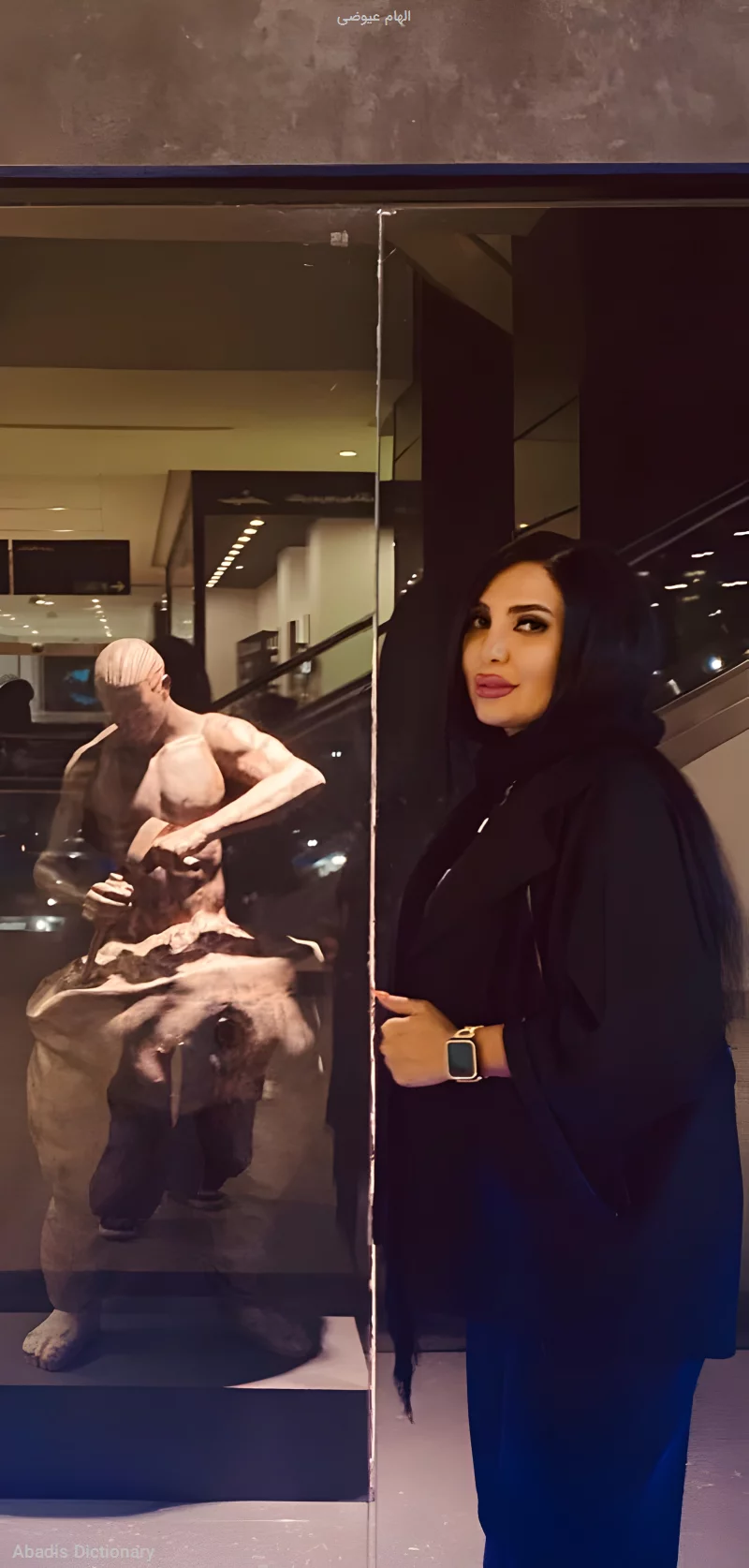
الهام عیوضی مربی رسمی بدنسازی

## زندگی
الهام عیوضی، زاده سوم آبان ۱۳۶۲ در تهران(سن: ۴۲سال) 
مربی بدنسازی و اصلاحی ورزشی کشور ایران است

## دستاوردها
- مربی رسمی فدراسیون بدنسازی ایران

- برگزیده به عنوان بهترین مربی بدنسازی بانوان کشور در حوزه تغذیه و پرورش اندام

- متخصص در روش های نوین لاغری و فرم دهی بدن

- مدرس دوره های پرورش اندام و عارضه یابی بدن ( EFQM )

- ارائه دهنده برنامه های تخصصی تمرینات بدنسازی، حرکات اصلاحی و کاهش یا افزایش وزن متناسب با شرایط فردی

- دارای سابقه فعالیت حرفه ای در باشگاه های معتبر استان تهران